# Luc Dietrich
Pour les articles homonymes, voir Dietrich.
Luc Dietrich, né le 17 mars 1913 à Dijon et mort le 12 août 1944 à Paris, est un écrivain, poète et photographe français.

## Biographie
Luc Dietrich a raconté lui-même son enfance et son adolescence dans son ouvrage publié en 1935, Le Bonheur des tristes, qui a été en lice pour le Prix Goncourt. Dans ce livre, l'auteur parvient à s'extraire d'un certain niveau émotionnel pour transcender le côté pathétique de sa vie.
Raoul-Jacques Dietrich est né en 1913 ; à la mort de son père, il n'est âgé que de quelques années. Sa mère, droguée, intoxiquée, ne peut pas toujours s'en occuper. Elle finit par mourir quand son fils a 18 ans. Entre-temps, le jeune homme a été placé dans des hospices pour enfants débiles ou comme garçon de ferme (notamment à Songeson dans le Jura).
Une rencontre avec Lanza del Vasto, en 1932, constitue un tournant dans sa vie. Le futur fondateur de la communauté de l'Arche, assis sur le même banc que lui au parc Monceau à Paris, lui demande soudainement : « Êtes-vous bon comme ce pain ? » Lanza del Vasto passera des heures auprès de Luc Dietrich pour lui faire améliorer ses livres (notamment Le Bonheur des tristes), mais l'éditeur s'opposera à ce qu'il soit cité comme co-auteur.
Dietrich et Lanza partagent tout. La seule chose qui les séparera sera l'appréciation de l'enseignement d'un maître spirituel, G. I. Gurdjieff. Lanza s'en éloignera très vite, mais il avait aussi connu Gandhi ou Vinoba Bhave. Luc rencontre Philippe Lavastine qui travaille chez Denoël, et notamment le poète René Daumal. Il s'ensuivra une abondante correspondance, jusqu'à la mort de ce dernier.
Parallèlement à l'écriture, Luc Dietrich s'intéresse à la photographie, à laquelle il avait été initié par André Papillon ; il présente sa première exposition à Paris en 1937, ainsi qu'une autre du 2 au 15 juillet 1943 à la galerie de l'Arc-en-ciel à Paris (le carton d'invitation comporte un texte de Paul Éluard. Il publie de son vivant un recueil illustré de photographies, Terre, en 1936 chez Denoël. Un autre ouvrage avait semble-t-il disparu, quand Jean-Daniel Jolly-Monge, disciple de Lanza, exhuma et compléta patiemment ce second ouvrage : il est publié par les éditions Le Temps qu'il fait, en 1993 sous le titre Emblèmes végétaux. Emmanuel Sougez publie un portrait photographique de Luc Dietrich dans le numéro 33 de la revue Photo-Illustrations en juin 1938.
Pendant la guerre, bouleversé par la mort de René Daumal, Luc Dietrich décide de fuir Paris pour rejoindre sur le front un docteur de ses amis, Hubert Benoit, autre élève de Gurdjieff, auprès duquel il semble trouver sa place, habillé d'une blouse blanche, allant d'un blessé à un autre, dispensant des paroles réconfortantes.
Le 10 juin 1944, pris dans un bombardement à Saint-Lô, il est touché indirectement au pied, par des pierres. Le mal ne semble pas si grave, mais il est de santé fragile. Après avoir été progressivement hémiplégique, gangrené, il est pris à son tour en photo (par René Zuber) sur son lit de mort, trois mois après la mort de René Daumal.
Luc Dietrich est inhumé au cimetière de Recologne.
Il a été une des sources de la chanteuse de Mylène Farmer, par exemple dans À quoi je sers, inspiré de L'Apprentissage de la ville.
La rue Luc-Dietrich à Saint-Lô est nommée en son honneur en 1976.

## Œuvres
- Huttes à la lisière (publié sous le nom de Luc Ergidé), Paris, Jean Crès, 1931[6]

réédition : Arcueil, éditions Éolienne, 1995, 28 p.  (ISBN 2-9508515-2-5).
- Le Bonheur des tristes, Paris, Denoël & Steele, 1935[7]

rééditions : 
Paris, Société des Francs-Bibliophiles, 1950, 211 p., illustré de 41 eaux-fortes d'Auguste Gaudin, tirage limité à 160 exemplaires.
Bazas, Le Temps qu'il fait, 1995 et 2016,.
- Photographies, préface de Jean Cassou, Paris, Éditions Braun & Cie, 1936, 22 p.
- Terre. Vingt textes illustrés de trente photographies de l'auteur, Paris, Denoël & Steele, 1936 (en ligne sur Gallica).

réédition : Montélimar, Voix d'encre, 2015  (ISBN 978-2-35128-102-4)
- L'Apprentissage de la ville, Denoël, 1942

rééditions : Cognac, Le Temps qu'il fait, 1995 et 2016
- avec Lanza del Vasto : Le Dialogue de l'amitié, Paris, Robert Laffont (coll. « Dialogues des vivants », no  2), 1942.

réédition : Paris, Robert Laffont, 1992, 142 p.  (ISBN 2-221-02844-9)

### Éditions posthumes
- L'Injuste grandeur. Récits, poésies posthumes, préface de Lanza del Vasto Histoire d'une amitié, Paris, Denoël, 1951, 287 p.

réédition : L'Injuste grandeur ou Le Livre des rêves, édition complète, texte établi, annoté et préfacé par Jean-Daniel Jolly Monge, Monaco, Éditions du Rocher (coll. « Alphée »), 1993, 256 p.  (ISBN 2-268-01487-8).
- Emblèmes végétaux, textes et photographies de Luc Dietrich, postface de Jean-Daniel Jolly Monge, Cognac, Le Temps qu'il fait, 1993  (ISBN 2-86853-160-1).
- Poésies, texte préfacé et annoté par Jean-Daniel Jolly Monge, Éd. du Rocher, 1996.
- L'École des conquérants, Arcueil, éditions Éoliennes, 1997.
- Sapin, ou La Chambre haute, Arcueil, éditions Éoliennes, 2014.
- Le Goût du travail, Bastia, éditions Éoliennes, 2020, 30 p.  (ISBN 978-2-37672-020-1) : édition par Frédéric Richaud de deux conférences données par Dietrich en juin 1942, à la demande de Philippe Lavastine, devant les élèves de L'École nationale des cadres de La Chapelle-en-Serval dans l'Oise.

## Expositions
- 1956 : Galerie d'Orsay, Paris[11].
- 11 avril - 27 mai 1995 : Luc Dietrich, portrait d'un auteur, Bibliothèque municipale de Dijon[12].

## Adaptations filmographiques
En 2001, Gérard Mordillat tourne le téléfilm L'Apprentissage de la ville, adapté du livre de Luc Dietrich, pour la chaîne de télévision Arte,.